# 前浪町
前浪町（まえなみちょう）は、愛知県名古屋市東区の地名。丁番を持たない単独町名である。住居表示実施。

## 地理
名古屋市東区東部に位置する。東・南は千種区、西は大幸南一丁目、北は大幸南二丁目に接する。

## 歴史

### 町名の由来
鍋屋上野町の旧字による。矢田川の旧河道にあたることから前浪の名が生じたとする説がある。

### 沿革
- 1954年（昭和29年） - 木造平屋建ての名古屋市営住宅が設置される[3]。
- 1980年（昭和55年） - 市営住宅が高層化[3]。
- 1984年（昭和59年）1月15日 - 東区および千種区の鍋屋上野町のそれぞれ各一部により東区前浪町として成立[1]。

## 世帯数と人口
2019年（平成31年）2月1日現在の世帯数と人口は以下の通りである。
| 町丁   | 世帯数  | 人口  |
| ------ | ------- | ----- |
| 前浪町 | 469世帯 | 859人 |

### 人口の変遷
国勢調査による人口の推移
| 2000年（平成12年） | 1,094人 | [ WEB 6 ] |  |
| 2005年（平成17年） | 1,020人 | [ WEB 7 ] |  |
| 2010年（平成22年） | 895人   | [ WEB 8 ] |  |
| 2015年（平成27年） | 836人   | [ WEB 9 ] |  |

## 学区
市立小・中学校に通う場合、学校等は以下の通りとなる。また、公立高等学校に通う場合の学区は以下の通りとなる。
| 番・番地等 | 小学校               | 中学校               | 高等学校 |
| ---------- | -------------------- | -------------------- | -------- |
| 全域       | 名古屋市立矢田小学校 | 名古屋市立矢田中学校 | 尾張学区 |

## 施設
- 名古屋市営前浪荘[2]

- 前浪荘

## 交通
- 愛知県道30号関田名古屋線

## その他

### 日本郵便
- 郵便番号 : 461-0046[WEB 3]（集配局：名古屋東郵便局[WEB 12]）。

### WEB
1. ↑  “愛知県名古屋市東区の町丁・字一覧”.   人口統計ラボ. 2017年10月7日閲覧。
2. 1 2  “町・丁目(大字)別、年齢(10歳階級)別公簿人口(全市・区別)”.   名古屋市 (2019年2月20日). 2019年3月10日閲覧。
3. 1 2  “郵便番号”.  日本郵便. 2019年3月17日閲覧。
4. ↑  “市外局番の一覧”.   総務省. 2019年1月6日閲覧。
5. ↑  名古屋市役所市民経済局地域振興部住民課町名表示係 (2017年3月15日). “東区の町名一覧”.   名古屋市. 2017年10月7日閲覧。
6. ↑  名古屋市役所総務局企画部統計課統計係 (2005年7月1日). “（刊行物）名古屋の町(大字)・丁目別人口 (平成12年国勢調査) 東区” (xls). 2017年10月8日閲覧。
7. ↑  名古屋市役所総務局企画部統計課統計係 (2007年6月29日). “平成17年国勢調査　名古屋の町(大字)別・年齢別人口 東区” (xls). 2017年10月8日閲覧。
8. ↑  名古屋市役所総務局企画部統計課統計係 (2012年6月29日). “平成22年国勢調査　名古屋の町(大字)別・年齢別人口 東区” (xls). 2017年10月8日閲覧。
9. ↑  名古屋市役所総務局企画部統計課統計係 (2017年7月7日). “平成27年国勢調査　名古屋の町(大字)別・年齢別人口” (xls). 2017年10月8日閲覧。
10. ↑  “市立小・中学校の通学区域一覧”.   名古屋市 (2018年11月10日). 2019年1月14日閲覧。
11. ↑  “平成29年度以降の愛知県公立高等学校（全日制課程）入学者選抜における通学区域並びに群及びグループ分け案について”.   愛知県教育委員会 (2015年2月16日). 2019年1月14日閲覧。
12. ↑  郵便番号簿 平成29年度版 - 日本郵便. 2019年03月10日閲覧 (PDF)

### 書籍
1. 1 2  名古屋市計画局 1992, p. 743.
2. 1 2 3  「角川日本地名大辞典」編纂委員会 1989, p. 1515.

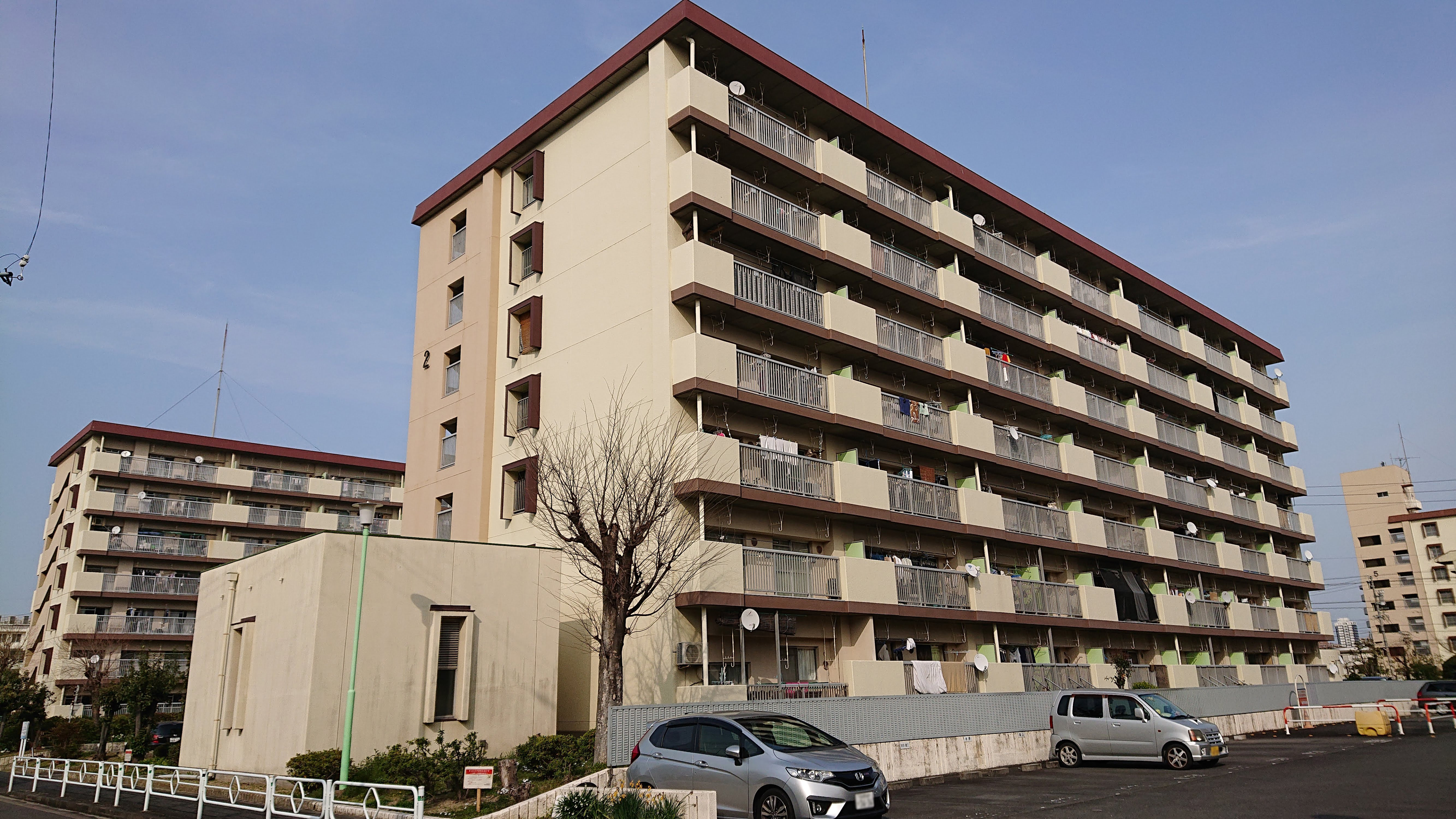
前浪荘

3. 1 2 3 4  名古屋市計画局 1992, p. 158.